# Bisdom Gregorio de Laferrere
Het bisdom Gregorio de Laferrere (Latijn: Dioecesis Gregorii de Laferrere) is een rooms-katholiek bisdom met als zetel Gregorio de Laferrere in Argentinië. Het bisdom is suffragaan aan het aartsbisdom Buenos Aires. Het bisdom werd opgericht in 2000.
In 2021 telde het bisdom 30 parochies. Het bisdom heeft een oppervlakte van 1.440 km2 en telde in 2021 823.000 inwoners waarvan 90,3% rooms-katholiek waren. 

## Bisschoppen
- Juan Horacio Suárez (2000-2013)
- Gabriel Bernardo Barba (2013-2020)
- Jorge Torres Carbonell (2020-)

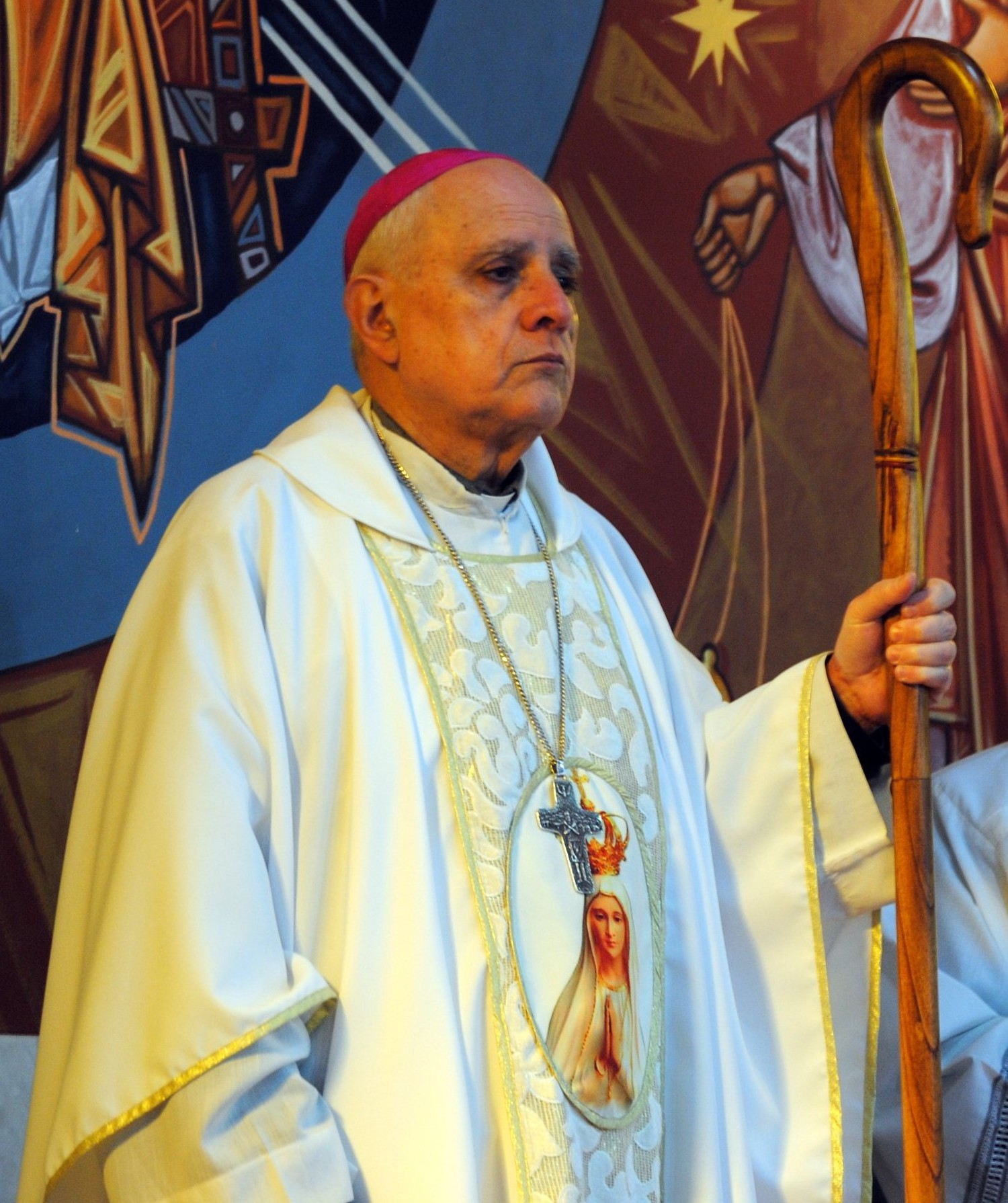
Jorge Torres Carbonell

Buenos Aires (aartsbisdom) · Avellaneda-Lanús ·  Buenos Aires (Maronitisch) · Buenos Aires (Oekraïenisch) · Gregorio de Laferrere · Lomas de Zamora · Morón · Quilmes · San Isidro · San Justo · San Martín · San Miguel